# Ernest Champion
Ernest Frank Champion là một cầu thủ bóng đá thi đấu ở vị trí hậu vệ phải cho Charlton Athletic ở Football League. Ông cũng thi đấu cho Catford Southend.